# 松岡康雄
松岡 康雄（まつおか やすお、1938年3月13日 - 2014年9月1日）は、日本の実業家。ローソン代表取締役会長や、日本フランチャイズチェーン協会会長などを歴任した。

## 人物・経歴
熊本県生まれ。1960年熊本商科大学（現熊本学園大学）商学部卒業。1961年主婦の店ダイエー（現ダイエー）入社。1981年取締役コンビニエンスストア事業部本部長に昇格。1989年ダイエーコンビニエンスシステムズ（現ローソン）代表取締役社長。1994年同社代表取締役会長。1996年ローソン代表取締役会長。2002年ローソン顧問。2003年から2005年まで日本フランチャイズチェーン協会会長。2014年多臓器不全のため死去。享年76。